# Электрик-блюз
Электрик-блюз (англ. Electric blues) — относится к различным формам блюза, для которых характерно усиленное звучание музыкальных инструментов. Гитара была первым инструментом, звучание которой часто усиливалось такими первопроходцами, как T-Bone Walker в конце 1930-х, John Lee Hooker и Muddy Waters в 1940-х. Их стили развились в Вест-кост-блюз, Детройт-блюз и послевоенный Чикаго-блюз, который отличается от довоенного акустического звучания. В начале 1950-х Little Walter усиливал звучание губной гармоники с помощью небольшого ручного микрофона, подключённого к гитарному усилителю. Электрическая бас-гитара постепенно заменила контрабас в начале 1960-х годов. В 1960-х электрик-блюз был адаптирован британским блюзом, что привело к развитию блюз-рока и рок-музыки.

## Истоки
Вероятно блюз, как и джаз, начал усиливаться в конце 1930-х годов. Первой звездой электрик-блюза, как правило, признаётся T-Bone Walker, рождённый в Техасе, но переехавший в начале 1940-х в Лос-Анджелес, чтобы записывать смесь блюза с элементами R&B и джаза в течение своей продолжительной и плодотворной карьеры. После Второй Мировой Войны усиленное звучание блюза становится популярным в американских городах, как Чикаго, Мемфис, Детройт и Сент-Луис, куда мигрирует большое количество афроамериканцев. Начальный импульс состоял в том, чтобы быть услышанным на улицах города. Исполнители электрик-блюза объединялись в небольшие группы, по сравнению с более многочисленными джаз-бэндами, обеспечив таким образом стандартный шаблон для блюз- и более поздних рок-исполнителей. На ранних этапах электрик-блюза, как правило, использовались усиленные электрогитары, контрабас (который активно заменялся бас-гитарой), барабаны и гармоника, звучавшая через громкоговоритель или гитарный усилитель.

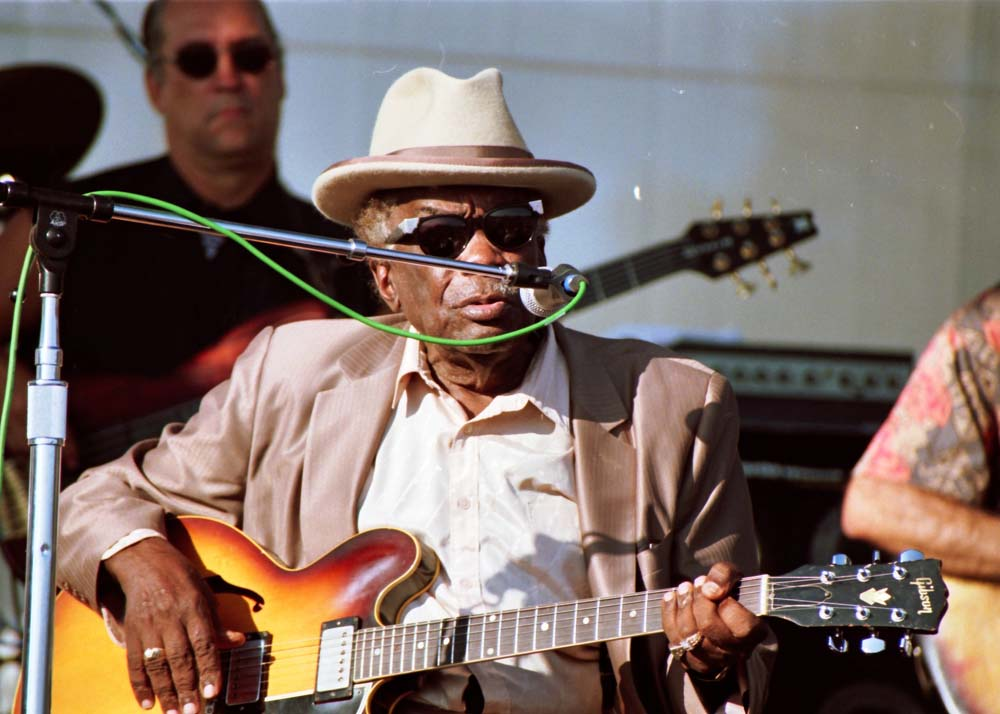
Джон Ли Хукер создал свой собственный стиль электрик-блюза.

Джон Ли Хукер из Детройта исполнял уникальную форму электрик-блюза, основанную на его грубо звучащем вокале в сопровождении одной лишь электрогитары. Несмотря на то, что его музыка не испытывает сильного влияния буги-вуги, его стиль иногда называют «гитарный буги». Первый хит «Boogie Chillen» достиг первой позиции в R&B-чартах в 1949 году. Он продолжил играть и записывать до своей смерти в 2001 году.

### Чикаго-блюз
К концу 1940-х несколько чикагских блюз-исполнителей начали применять усилители, включая John Lee Williamson и Johnny Shines. Ранние записи электрик-блюза были сделаны в 1947—1948 гг. такими музыкантами, как Johnny Young, Floyd Jones и Snooky Pryor. Поджанр был усовершенствован Muddy Waters'ом, который ввёл сильную ритм-секцию и мощную гармонику. За его хитом «I Can’t Be Satisfied» (1948) последовал ряд новаторских записей. Чикаго-блюз в значительной степени опирается на дельта-блюз, потому что многие исполнители мигрировали из Миссисипи. Howlin' Wolf, Muddy Waters, Willie Dixon и Jimmy Reed родились в штате Миссисипи и переехали в Чикаго, в ходе Великой миграции. Такие исполнители, как J. T. Brown, игравший в группе Elmore James, или J. B. Lenoir, в дополнение к типичным инструментам добавляли также саксофон, в основном в качестве вспомогательного инструмента. Little Walter, Sonny Boy Williamson (Rice Miller) и Big Walter Horton были среди самых известных исполнителей на гармонике раннего Чикаго-блюза, а звучание электрических инструментов и гармоники часто рассматривается как основная характеристика электрического Чикаго-блюза. Большинство музыкантов Чикаго-блюза записывались на чикагских лейблах Chess Records и Checker Records, в ту эпоху были также небольшие блюзовые лейблы Vee-Jay Records и J.O.B. Records.

### Мемфис-блюз
Мемфис, с его процветающей акустической сценой на Бил-стрит, также разработал свой электрик-блюз в начале 1950-х годов. Компания Sam Phillips'а под названием Sun Records записала ряд музыкантов, включая Howlin' Wolf (до его отъезда в Чикаго), Willie Nix, Ike Turner и B.B.King. К прочим исполнителям Мемфис-блюза с Sun Records относятся Joe Hill Louis, Willie Johnson и Pat Hare, впервые применившие дисторшн и пауэр-аккорды, претворив таким образом элементы хэви-метала. Они оказали сильное влияние на более поздних исполнителей рок-н-ролла и рокабилли, многие из которых также записывались на лейбле Sun Records. После открытия Elvis Presley в 1954 году, Sun Records переключились на быстрорастущую белую аудиторию рок-н-ролла. Booker T. & the M.G.'s исполняют электрик-блюз с 1960-х.

### Нью-Орлеан-блюз
Музыкант Guitar Slim из Нового Орлеана записал песню «The Things That I Used to Do» (1953), в которой соло исполнил на электрогитаре с эффектом дисторшн, ставшую R&B-хитом в 1954 году. Она попала в список «500 песен, которые сформировали рок» Зала славы рок-н-ролла и внесла свой вклад в развитие соула.

## Британский блюз
Британский блюз возник из скиффла и народных клубов в конце 1950-х, главным образом в Лондоне, и представлял собой исполнение американского акустического блюза. Поворотным моментом стал визит Muddy Waters'а в 1958 году, когда он шокировал британскую аудиторию исполнением усиленного электрик-блюза и получил впоследствии множество восторженных отзывов. Это вдохновило гитаристов Cyril Davies и Alexis Korner к созданию фундаментальной группы британского блюза Blues Incorporated, которая в 1962 году выпустила первый альбом в стиле британского блюза R&B from the Marquee. На сессиях Blues Incorporated участвовали будущие основатели групп Rolling Stones (Mick Jagger, Charlie Watts и Brian Jones) и Cream (Jack Bruce и Ginger Baker), вместе с Graham Bond и Long John Baldry.
Другой ключевой фигурой британского блюза является John Mayall, переехавший в Лондон в начале 1960-х и сформировавший группу Bluesbreakers, участниками которой в разное время являлись Jack Bruce, Aynsley Dunbar и Mick Taylor. Особенно важным является альбом 1966 года Blues Breakers with Eric Clapton (Beano) , который считается одной из основополагающих записей британского блюза. Альбом примечателен быстрым стилем гитариста Eric Clapton в сочетании с дисторшном гитары Gibson Les Paul и усилителя Marshall, что стало классической комбинацией для британского блюза, а позже и рок-музыки в целом.

## Блюз-рок
Отличить электрик-блюз от блюз-рока очень сложно, при этом главное отличие состоит в том, что блюз-рок исполняется в основном белыми музыкантами. Блюз-рок не отличали от рок-музыки до появления британских групп Fleetwood Mac, Free, Savoy Brown, The Rolling Stones, The Animals, The Yardbirds, Cream, Blind Faith, Derek and the Dominos, The Jeff Beck Group и Led Zeppelin. Британские музыканты, в свою очередь, вдохновили американских блюз-рок-исполнителей, как, например, Paul Butterfield, Canned Heat, Jefferson Airplane, Janis Joplin, Johnny Winter, The J. Geils Band и Ry Cooder.
Блюз-рок-группы Allman Brothers Band, Lynyrd Skynyrd и ZZ Top из южных штатов Америки, включив элементы кантри-музыки, разработали сатерн-рок. Затяжные джазовые импровизации Cream и The Jimi Hendrix Experience сдвинули блюз-рок в сторону психоделии. Тяжёлое звучание групп Led Zeppelin и Deep Purple, основанное на риффах, привело к формированию хард-рока. Исполнители 1970-х George Thorogood, Pat Travers, Status Quo и Foghat сформировали буги-рок.

## Современный электрик-блюз
С конца 1960-х популярность электрик-блюза начинает снижаться, однако много последователей остаётся в США, Великобритании и других странах у исполнителей, начавших свой творческий путь ещё в начале 1950-х и продолжающих выступать и издавать записи. В 1970-х и 1980-х электрик-блюз впитал целый ряд различных влияний, в частности это рок-музыка и соул. Stevie Ray Vaughan стал большой знаменитостью, его музыка с влиянием блюз-рока открыла дорогу для таких гитаристов, как Kenny Wayne Shepherd и Jonny Lang. Электрик-блюз с влиянием соула исполняли Joe Louis Walker и более успешный Robert Cray, чей альбом Strong Persuader (1986) включает важнейший хит в данном стиле.
Bonnie Raitt, начиная с прорывного альбома Nick of Time (1989), становится одним из ведущих исполнителей акустического и электрик-блюза. Альбом The Healer (1989) возобновляет интерес к John Lee Hooker. В начале 1990-х несколько знаменитых исполнителей возвращается к электрик-блюзу, включая Gary Moore с альбомом Still Got the Blues (1990) и Eric Clapton с альбомом From the Cradle (1994). Появилось также много новых исполнителей, в их числе Clarence Spady The White Stripes, The Black Crowes, The Black Keys, Jeff Healey, Clutch, The Jon Spencer Blues Explosion, и Joe Bonamassa.